# Памятник заветам Ильича (Киев)

Памятник заветам Ильича

Памятник заветам Ильича — памятный знак, который был расположен в Киеве на краю Жовтневки, по направлению к хутору Грушки.
Памятник был установлен в декабре 1925 года по инициативе и на средства 6-го Железнодорожного полка. Авторы — красноармейцы-железнодорожники Е. Белостоцкий, С. Журавель и М. Дробот.
На конструктивно оформленном в виде броневика пьедестале помещался бюст Ленина. На передней стороне основания бюста — эмблема в виде скрещенных топора и якоря.
Ниже и справа от него была установлена фигура красноармейца в шинели и будёновке с винтовкой в правой и книгой в левой руке. Под ним пятиконечная звезда.
Памятник был демонтирован в 1960-х годах.

## Источник
- Ковалинський В. В. Київські мініатюри. Книга друга. — К., 2003. — 416 с. (укр.)